# Střevač
Střevač là một làng thuộc huyện Jičín, vùng Královéhradecký, Cộng hòa Séc.